# Furcaperla
Furcaperla és un gènere d'insectes plecòpters pertanyent a la família dels pèrlids que es troba a Taiwan i el sud de la Xina (Fujian i Jiangxi).

## Taxonomia
- Furcaperla bifurcata (Wu, C.F., 1948)
- Furcaperla jiangxiensis Yang, D. & J. Yang, 1991[7][8]